# Атмосфера Титана
Атмосфе́ра Тита́на — газова оболонка навколо природного супутника планети Сатурн Титана. Це небесне тіло є єдиним природним супутником у Сонячній системі з атмосферою, яка переважає за масою атмосферу Землі і подібна до неї тим, що її головним компонентом є азот. У 1944 році у ході досліджень було виявлено, що Титан має чітко виражену щільну атмосферу, що є незвичним для супутників Сонячної системи. Титан є одним із двох відомих супутників із щільною атмосферою, інший — це супутник Нептуна Тритон.
Титан є найбільш багатим на гази супутником у Сонячній системі, його атмосферна маса на одиницю площі набагато більша, ніж у Землі. Спостереження з космічних зондів «Вояджер» показали, що атмосфера Титана щільніша за земну з тиском на поверхні близько 1,45 атм, та приблизно в 1,19 разів масивніша за Земну. Атмосфера Титана має набагато більшу висоту порівняно з земною через менше прискорення вільного падіння.
Титан отримує лише близько 1 % кількості сонячного світла, яке отримує Земля, тому середня температура поверхні становить близько −182,55 °C. При цій температурі водяний лід не переходить в інші стани, тому в атмосфері мало водяної пари, навіть не зважаючи на комбінацію парникового і антипарникового ефектів.
Атмосфера Титана повністю приховує його поверхню. Вона настільки непрозора на багатьох довжинах хвиль, що отримати повний спектр відбиття поверхні з орбіти неможливо.

### Склад
Атмосферна Титана складається з азоту (97 %), метану (2,7±0,1 %) і водню (0,1–0,2 %). Є також сліди щонайменше десятка інших вуглеводнів (наприклад діацетилен, метилацетилен, ацетилен, пропан) та інших газів, таких як ціаноацетилен, ціаністий водень, діоксид вуглецю, монооксид вуглецю, ціан, аргон і гелій. Вчені вважають, що вуглеводні утворюються у верхніх шарах атмосфери Титана внаслідок реакцій, які є результатом розпаду метану під дією ультрафіолетових променів Сонця; ця реакція також утворює густу помаранчеву імлу. У 2013 році в атмосфері Титана (у верхніх шарах) було виявлено поліароматичні вуглеводні та пропілен (вперше виявлений на планеті чи супутнику, окрім Землі).

### Імла
Титан вкритий шаром імли. Непрозорі шари імли блокують більшість видимого світла від Сонця та інших джерел і затемнюють поверхню Титана. Імла утворюється в результаті розщеплення та переробки метану й азоту, ці процеси створюють своєрідний смог — густу помаранчеву імлу, через яку поверхню супутника важко побачити з космосу. Однак космічні апарати та телескопи можуть бачити крізь імлу на певних довжинах хвиль світла поза межами видимого діапазону.
Імла в атмосфері Титана сприяє антипарниковому ефекту, відбиваючи сонячне світло назад у космос, і роблячи поверхню супутника значно холоднішою, ніж верхній шар атмосфери. Це частково компенсує підвищення температури через парниковий ефект та дещо знижує температуру поверхні, приблизно на 9 К, водночас парниковий ефект підвищує її на 21 К. В результаті температура поверхні (94 К) на 12 К вища за ефективну температуру (82 К).

### Хмари

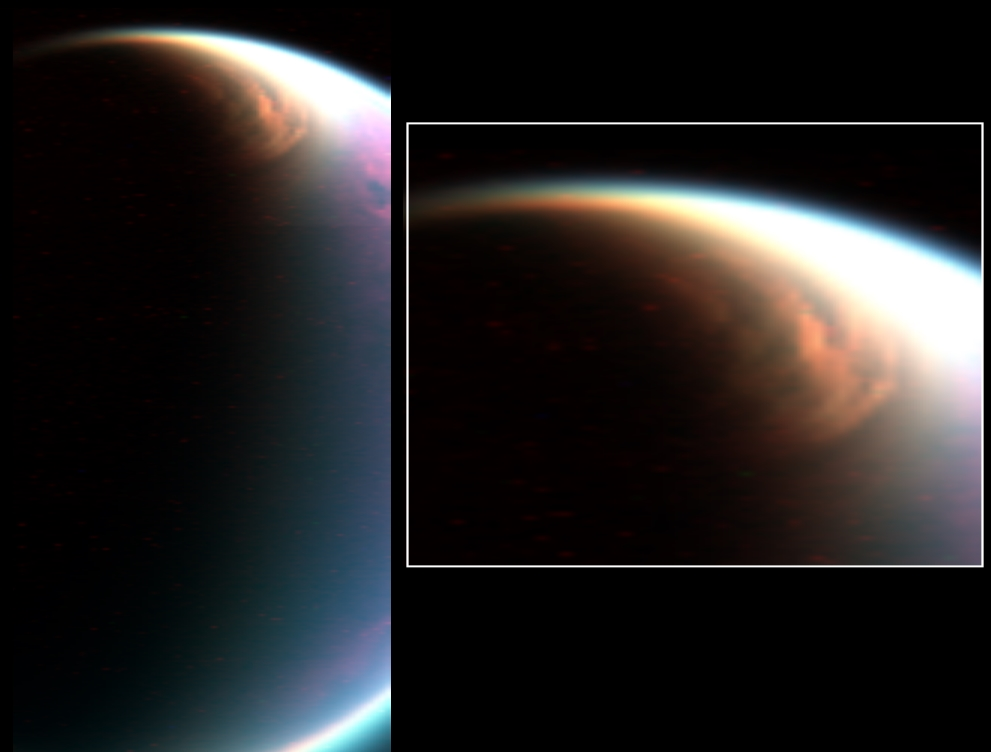
Метанові хмари над північним полюсом Титана (фото «Кассіні»)

В атмосфері Титана є розсіяні мінливі хмари, окрім загального шару густої імли. Ймовірно, ці хмари складаються з метану, етану або інших простих органічних речовин. Інші більш складні хімічні речовини в невеликих кількостях відповідають за їх помаранчевий колір, який видно з космосу.
У полярних регіонах (вище 60 градусів широти) у тропосфері та над нею з'являються широкі та постійні хмари етану; на нижчих широтах переважно метанові хмари на висоті 15–18 км, вони більш спорадичні та локалізовані. У літній півкулі часто зустрічаються густі, але спорадичні метанові хмари, які скупчуються навколо 40 градусів широти.
Виявлено також сезонні коливання хмарного покриву. Протягом 29-річного обертання Сатурна навколо Сонця хмарні системи Титану тримаються протягом 25 років, а потім зникають на чотири-п'ять років, перш ніж знову з'явитися.
У вересні 2006 року космічний апарат «Кассіні» зробив зображення великої хмари на висоті 40 км над північним полюсом Титана. Хоча відомо, що метан конденсується в атмосфері Титана, хмара, швидше за все, була з етану, оскільки виявлений розмір часточок був лише 1–3 мікрометри, що може бути спричинено замерзанням етану на цих висотах. У грудні «Кассіні» знову спостерігав хмару і виявив у ній метан, етан та інші органічні речовини. Хмара була понад 2400 км у діаметрі, і її все ще було видно під час наступного прольоту через місяць. Було висунуто припущення про те, що в той час на північному полюсі Титана йшов дощ (або, в залежності від можливих значень температури, сніг).
Хмари також були виявлені над південним полярним регіоном. Хоча зазвичай вони покривають 1 % диска Титана, спостерігаються підвищення їх активності, під час яких хмарний покрив швидко розширюється до 8 %. Одна з гіпотез стверджує, що південні хмари утворюються, коли підвищений рівень кількості енергії від Сонця під час літа на Титані призводить до розширення атмосфери, що в свою чергу призводить до інтенсифікації конвекції. Однак, це пояснення не узгоджується з тим фактом, що утворення хмар спостерігалося не лише після літнього сонцестояння, але й у середині весни. Підвищена вологість метану на південному полюсі, можливо, сприяє швидкому збільшенню розміру хмар.
У жовтні 2014 року в стратосфері Титана на полюсах було виявлено крижані хмари з метану. А в грудні 2022 року астрономи повідомили, що спостерігали за допомогою космічного телескопа Джеймса Вебба за хмарами, імовірно з метану, які рухалися в атмосфері Титана.
Доказів грозової активності на Титані ще не спостерігалося, проте комп'ютерні моделі припускають, що хмари в нижній частині тропосфери можуть накопичувати достатньо заряду, щоб генерувати блискавку висотою приблизно 20 км. Наявність блискавок в атмосфері Титана сприяла б синтезу органічних матеріалів.

### Опади
Висновки зроблені за даними зонда «Гюйгенс» показують, що на Титані періодично ідуть дощі з рідкого метану та інших органічних сполук. У жовтні 2007 року спостерігачі відзначили збільшення непрозорості в хмарах над екваторіальним регіоном Ксанаду, що могло вказувати на «метановий дощ», хоча це не було прямим доказом дощу. Проте наступні зображення озер у південній півкулі Титана, зроблені протягом року, показують, що вони збільшуються заповнюючись сезонними вуглеводневими опадами. Наявність дощу також вказує на те, що Титан може бути єдиним тілом Сонячної системи, крім Землі, на якому можуть утворюватися веселки. Однак, враховуючи надзвичайну непрозорість атмосфери для видимого світла, переважну більшість будь-яких веселок буде видно лише в інфрачервоному діапазоні.

### Вітри
Приземні вітри зазвичай слабкі (<1 м/с). Нещодавнє комп'ютерне моделювання показує, що величезні дюни, схожі на сажу, що розташовані в екваторіальних регіонах, можуть бути сформовані рідкісними штормовими вітрами, які відбуваються раз на кожні п'ятнадцять років, коли Титан перебуває в точці рівнодення. Шторми створюють сильні низхідні потоки, що рухаються в напрямку з заходу на схід зі швидкістю до 10 метрів на секунду, коли вони досягають поверхні. Наприкінці 2010 року, що відповідало ранній весні в північній півкулі Титана, серія метанових штормів спостерігалася в його екваторіальних пустельних регіонах.

### Особливості фізичних умов
Оскільки орбіта планети Сатурн розташована значно далі від Сонця (у порівнянні з Землею), кількість сонячного випромінювання, що надходить, та інтенсивність сонячного вітру досить малі, тому хімічні елементи й сполуки, які в умовах планет земної групи мають газоподібний стан, в умовах поверхні Титана переходять в агрегатний стан рідини або в твердий стан. Нижчі температури газу також сприяють його збереженню навколо небесних тіл навіть з невеликою гравітацією, що пояснюється меншою швидкістю руху молекул. Температура поверхні Титана також досить низька — 90 К . Таким чином масова частка речовин, які можуть стати складовими атмосфери, на Титані значно вища в порівнянні з Землею. Насправді сучасні дослідження вказують на те що лише 70 % загальної маси цього супутника складають силікатні породи, інші складові представлені різними видами водного льоду і гідратами аміаку. Аміак, який вважають джерелом азотної атмосфери Титана, може становити до 8 % загальної маси гідрату аміаку. Згідно з сучасними моделями, внутрішня будова супутника найімовірніше стратифікована і включає в себе підповерхневий океан з розчином гідроксиду амонію (див. Нашатирний спирт) який зверху обмежений поверхневим шаром кристалічного водяного льоду. Поверхневий шар також включає в себе велику кількість вільного аміаку. Активність прихованого рідкого шару кріомантії виявляється у вигляді кріовулканізму.

### Втрата атмосфери
Втрата атмосфери обумовлена здебільшого низьким рівнем гравітації супутника, а також впливом сонячного вітру й фотолізу іонізуючим випромінюванням . Сучасні оцінки втрати атмосфери Титана (в порівнянні з її початковими характеристиками) виробляються на підставі аналізу співвідношення ізотопів азоту 14N /15N. Легший ізотоп азоту 14N має втрачатися швидше під впливом нагріву і іонізації випромінюванням. Оскільки співвідношення 14N / 15N на стадії утворення Титана з протопланетної хмари досліджене не досить добре, сучасні дослідження дають зменшення маси атмосферного N2 в 1,5-100 разів (у порівнянні з початковою). Безсумнівно тільки, що від початку існування атмосфери Титана її маса в результаті втрат у космос зменшилася принаймні в 1,5 рази. Оскільки азот становить 98 % усієї сучасної атмосфери Титана, аналіз співвідношення ізотопів вказує на те, що за час свого існування цей супутник втратив більшу частину своєї атмосфери.
З іншого боку, атмосферний тиск на поверхні супутника нині залишається великим, становлячи 15 атм, а геологічний склад Титана передбачає значні запаси для поповнення втрат газу. Окремі дослідження вказують, що всі основні втрати атмосфери могли статися в перші 50 млн років після початку термоядерних реакцій на Сонці, а пізніші зміни параметрів атмосфери були незначними.

### Порівняння Титана з Ганімедом і Каллісто
Природні супутники планети Юпітер Ганімед і Каллісто за розмірами не поступаються і навіть перевершують Титан, їх внутрішня будова має бути також схожою. Проте, супутники Юпітера не мають якоїсь значної газової оболонки. Існуючі пояснення цього факту ґрунтуються на різному розташуванні цих об'єктів у Сонячній системі і на відмінностях в основних характеристиках їх центральних планет.
Існує два пояснення появи азоту в первісній атмосфері Титана: перше пояснення ґрунтується на припущенні про поступове виділення аміаку з подальшим його фотолізом; друге передбачає відсутність фотолізу і вивільнення азоту, зв'язаного в клатратах акреційного диску. Як показав аналіз вимірювань Гюйгенса, другий варіант не міг відігравати вирішальну роль внаслідок малої кількості аргону, який у протопланетній хмарі був, але не виявлений у відповідній кількості в сучасній атмосфері Титана. Недостатня концентрація 36Ar і 38Ar також вказує на те, що температура протопланетної хмари в місці утворення прото-Сатурна була вищою ~ 40 К, необхідної для зв'язування аргону в клатратах. Насправді, відповідна ділянка могла бути навіть теплішою 75 К, що обмежувало й хімічне зв'язування аміаку в гідрати. Температура на місці утворення прото-Юпітера мала бути ще вищою (він удвічі ближчий до Сонця), а більша маса планети значно скорочувала кількість аміаку, який надходив з акреційного диску до Ганімеда й Каллісто. Їх азотна протоатмосфера була надто тонкою і не мала достатніх геологічних резервів для компенсації втрат азоту.
Альтернативне пояснення полягає в тому, що зіткнення з кометами Каллісто і Ганімеда призводять до виділення більшої кількості енергії (через потужніше гравітаційне поле Юпітера (у порівнянні з Сатурном). Ці зіткнення могли призводити до значних втрат маси протоатмосфер великих супутників Юпітера, а у випадку Титана, навпаки, збільшувати запас летких речовин. Однак, в атмосфері Титана співвідношення ізотопів водню 2H / 1H становить 23 ± 05 × 10-4, що приблизно в 1,5 рази менше значення, характерного для комет. Ця різниця передбачає, що зіткнення з кометами не могли бути основним постачальником матеріалу при формуванні протоатмосфери Титана.

### Магнітосфера й атмосфера
У Титана не було виявлено власного магнітного поля. Його відстань від центральної планети становить 20,3 радіуса Сатурна. Це означає, що Титан рухаючись орбітою час від часу перебуває в межах магнітосфери планети Сатурн. Період обертання Сатурна навколо своєї осі становить 10,7 годин, а період обертання Титана навколо центральної планети — 15,95 дні. Тому будь-яка заряджена частинка в магнітному полі Сатурна в момент зіткнення з Титаном має відносну швидкість близько 100 км/с. Таким чином, поряд із захистом від сонячного вітру, магнітосфера Сатурна може бути причиною додаткових втрат атмосфери.